# Marta Sanz
Marta Sanz Pastor (Madrid, 1967) es una escritora española. Ha recibido importantes premios, como el Premio Herralde de novela (2015), el Ojo Crítico de Narrativa (2001) o el XI Premio Vargas Llosa de relatos. Fue finalista del Premio Nadal (2006) y en 2013 ganó el Premio Cálamo en la categoría Otra mirada.

## Biografía
Doctora en Literatura Contemporánea por la Universidad Complutense de Madrid, su tesis trató sobre La poesía española durante la transición (1975-1986). La carrera literaria de Marta Sanz comenzó cuando se matriculó en un taller de escritura de la Escuela de Letras de Madrid y conoció al editor Constantino Bértolo, quien publicó sus primeras novelas en la editorial Debate. 

## Narrativa
Quedó finalista del Premio Nadal en 2006 con otra novela: Susana y los viejos. En su novela La lección de anatomía (RBA, 2008, reeditada en Anagrama en 2014 con prólogo de Rafael Chirbes) utilizó su propia biografía como material literario. En la novela negra Black, black, black (Anagrama, 2010) creó el personaje del detective homosexual Arturo Zarco y quedó semifinalista del Premio Herralde en 2009. La autora recuperó el personaje de Zarco en su novela Un buen detective no se casa jamás (Anagrama, 2012). El detective reaparece nuevamente en pequeñas mujeres rojas (Anagrama, 2020), obra con la que cierra la trilogía. En 2013 publicó Daniela Astor y la caja negra (Ed. Anagrama, 2013), donde recrea el mundo de la cultura popular y las actrices de la Transición española como Susana Estrada, María José Cantudo o Amparo Muñoz. Tras su publicación, esta novela recibió distintos premios (el premio Tigre Juan, el Premio Cálamo "Otra mirada" 2013 y el de la página de crítica literaria Estado Crítico).

## Otros géneros y publicaciones
Aparte de su obra como novelista, también ha escrito cuentos, poesía, ensayos, artículos de viajes y de opinión. Colabora habitualmente en los periódicos El País (con crónicas de viajes en el suplemento «El Viajero») y en Público (en la sección «Culturas») y con la revista El Cultural de El Mundo. En InfoLibre suele colaborar en la sección «El cuento de todos», donde varios escritores desarrollan un relato. También ha colaborado con otras revistas literarias como Mirlo o El Extramundi y los papeles de Iria Flavia.
Es crítica literaria en distintos medios (entre otros, en el suplemento Babelia de El País, la revista Mercurio o la página La tormenta en un vaso). Ha ejercido la docencia en la Universidad Antonio de Nebrija de Madrid y ha dirigido la revista literaria Ni hablar. 

## Ideas políticas
Durante la campaña electoral de las elecciones generales de 2011, manifestó su apoyo a la candidatura de Izquierda Unida. Considera que toda literatura es ideología aunque nos hayan hecho creer que la política mancha la concepción literaria.

## Obra

### Narrativa
- El frío. Madrid: Debate, 1995. Reeditada por la editorial Caballo de Troya, 2012.
- Lenguas muertas. Madrid: Debate, 1997.
- Los mejores tiempos. Madrid: Debate, 2001. Premio Ojo Crítico de Narrativa.
- Animales domésticos. Barcelona: Destino, 2003.
- Susana y los viejos. Barcelona: Destino, 2006. Finalista del Premio Nadal.
- La lección de anatomía. Barcelona: RBA, 2008. Nueva edición Anagrama, 2014.
- Black, black, black. Barcelona: Anagrama, 2010.
- Un buen detective no se casa jamás. Barcelona: Anagrama, 2012.[16]
- Amour Fou. Miami: La Pereza Ediciones, 2013. Nueva versión: Amor fou. Barcelona: Anagrama, 2018.
- Daniela Astor y la caja negra. Barcelona: Anagrama, 2013.[17][9]
- Farándula. Barcelona; Anagrama, 2015. Premio Herralde de Novela.
- Clavícula. Barcelona; Anagrama, 2017.
- Retablo. Ilustrado por Fernando Vicente. Madrid: Páginas de Espuma, 2019.
- pequeñas mujeres rojas. Barcelona, Anagrama, 2020
- Parte de mí. Barcelona, Anagrama, 2021
- Persianas metálicas bajan de golpe, Anagrama, 2023.
- Los íntimos (Memoria del pan y las rosas), Anagrama, 2024.

### Ensayo
- No tan incendiario. Cáceres: Editorial Periférica, 2014.
- Éramos mujeres jóvenes. Madrid: Fundación José Manuel Lara, 2016.[4]
- Monstruas y centauras. Editorial Anagrama, 2018

### Poesía
- Perra mentirosa / Hardcore. Madrid: Bartleby, 2010.
- Vintage. Madrid: Bartleby, 2013.[18] Premio de la Crítica de Madrid al mejor poemario de 2014.
- Cíngulo y estrella. Madrid: Bartleby, 2015.
- La vida secreta de los gatos. Ilustraciones de Ana Juan. Lunwerg Editores, 2020

### Editora
- Tsunami. Miradas feministas. Sexto Piso, 2019.
- Metalingüísticos y sentimentales: antología de la poesía española (1966-2000), 50 poetas hacia el nuevo siglo. Madrid: Biblioteca Nueva, 2007.
- Libro de la mujer fatal [antología de textos de distintos autores sobre el tópico de la mujer fatal]. Madrid: 451 Editores, 2009.

### Libros colectivos
- Tranquilas: Historias para ir solas por la noche. Edición de María Folguera y Carmen G. de la Cueva. Lumen, 2019.
- Hombres (y algunas mujeres). Edición de Rosa Montero. Autoras: Elia Barceló, Nuria Barrios, Espido Freire, Nuria Labari, Vanessa Montfort, Lara Moreno, Claudia Piñeiro, Marta Sanz, Elvira Sastre, Karla Suárez y Clara Usón. Revista Zenda, 2019.
- Drogadictos. Demipage, 2017. Autoras y autores: Lara Moreno, Sara Mesa, Juan Gracia Armendáriz, Juan Bonilla, Marta Sanz, Javier Irazoki, Manuel Astur, José Ovejero, Richard Parra, Andrés Felipe Solano, Mario Bellatin y Carlos Velázquez.
- 666. Edición de Carmen Jiménez. Autoras: Elia Barceló, Cristina Cerrada, Marta Sanz, Pilar Adón, Esther García Llovet y Susana Vallejo. Sub Urbano, 2014.
- Nómadas (Playa de Ákaba, Barcelona, 2013; selección y prólogo de Elías Gorostiaga). ISBN 978-84-941451-4-8.
- «Cigüeñas» (texto sobre Federico Fellini y Giulietta Masina), en VV.AA., Ellos y ellas. Relaciones de amor, lujuria y odio entre directores y estrellas (coeditores: Hilario J. Rodríguez y Carlos Tejeda). Calamar Ediciones /Festival de Cine de Huesca, 2010.[19]
- «Mariposas amarillas», cuento incluido en Lo que los hombres no saben... el sexo contado por las mujeres, (edición y prólogo de Lucía Etxebarria), Martínez Roca/La Erótica Booket, 2009
- Catálogo del fotógrafo David Palacín para la Bienal de Dakar (2002).[20]